# Halsbandsnemertin
Halsbandsnemertin (Tetrastemma robertianae) är en djurart som tillhör fylumet slemmaskar, och som beskrevs av McIntosh 1874. Enligt Catalogue of Life ingår Halsbandsnemertin i släktet Tetrastemma och familjen Tetrastemmatidae, men enligt Dyntaxa är tillhörigheten istället släktet Tetrastemma, och ordningen Hoplonemertea. Arten är reproducerande i Sverige. Inga underarter finns listade i Catalogue of Life.